# Betti-reactie
De Betti-reactie is een organische reactie waarbij een aldehyde, een primair aromatisch amine en fenol met elkaar reageren tot een α-aminobenzylfenol:
De reactie is een speciaal geval van de Mannich-reactie.